# Saya-Peulh
Ne doit pas être confondu avec Saya-Mossi.
Pour les articles homonymes, voir Saya.
Saya-Peulh est une localité située dans le département de Koumbri de la province du Yatenga dans la région Nord au Burkina Faso.

## Santé et éducation
Le centre de soins le plus proche de Saya-Peulh est le centre de santé et de promotion sociale (CSPS) de Koumbri tandis que le centre hospitalier régional (CHR) se trouve à Ouahigouya.
De manière notable pour un petit village peulh, il possède une école primaire publique, les élèves n'ayant pas besoin de se rendre à Saya-Mossi.